# Коммунар (кинотеатр)
«Коммунар» — первый звуковой кинотеатр Сибири, спроектирован немецким архитектором Герхардом Козелем и построен в Новокузнецке в 1933 году по заказу Кузнецкого металлургического комбината. Объект культурного наследия народов России регионального значения.

## История
23 марта 1933 года в кинотеатре состоялся первый сеанс, показывали фильм «Блестящая карьера». Билеты стоили от 50 копеек до 1 рубля 50 копеек. 27 марта 1933 года в нём был показан первый звуковой фильм — «Встречный» — о трудовой доблести ленинградских рабочих, которые принимают на себя обязательство досрочно сконструировать и наладить выпуск первых советских гидравлических турбин. В апреле у кинотеатра появилось название — «Коммунар». 5 ноября 1933 года состоялось официальное открытие кинотеатра, в зале провели собрание строителей Соцгорода, посвящённое годовщине Революции, а затем показали фильм «Путёвка в жизнь».
В течение 80 лет здание неоднократно реконструировалось, с каждым разом сокращая число зрительских мест. В 1985 году, после четвёртой перестройки, осталось 800 мест.
С 23 декабря 2003 года здание передано в долгосрочную аренду ОАО «Киноцентр», с 24 февраля 2004 года Муниципальное учреждение кинотеатр «Коммунар» ликвидировано. Кинотеатр практически перестал работать.
С 1 июня 2022 года в здании работает Новокузнецкий театр кукол «Сказ»

## Галерея

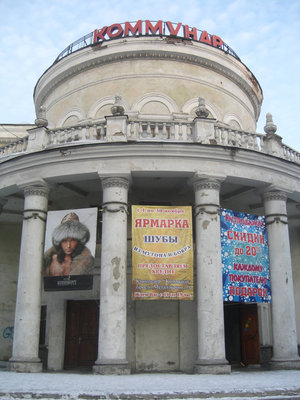
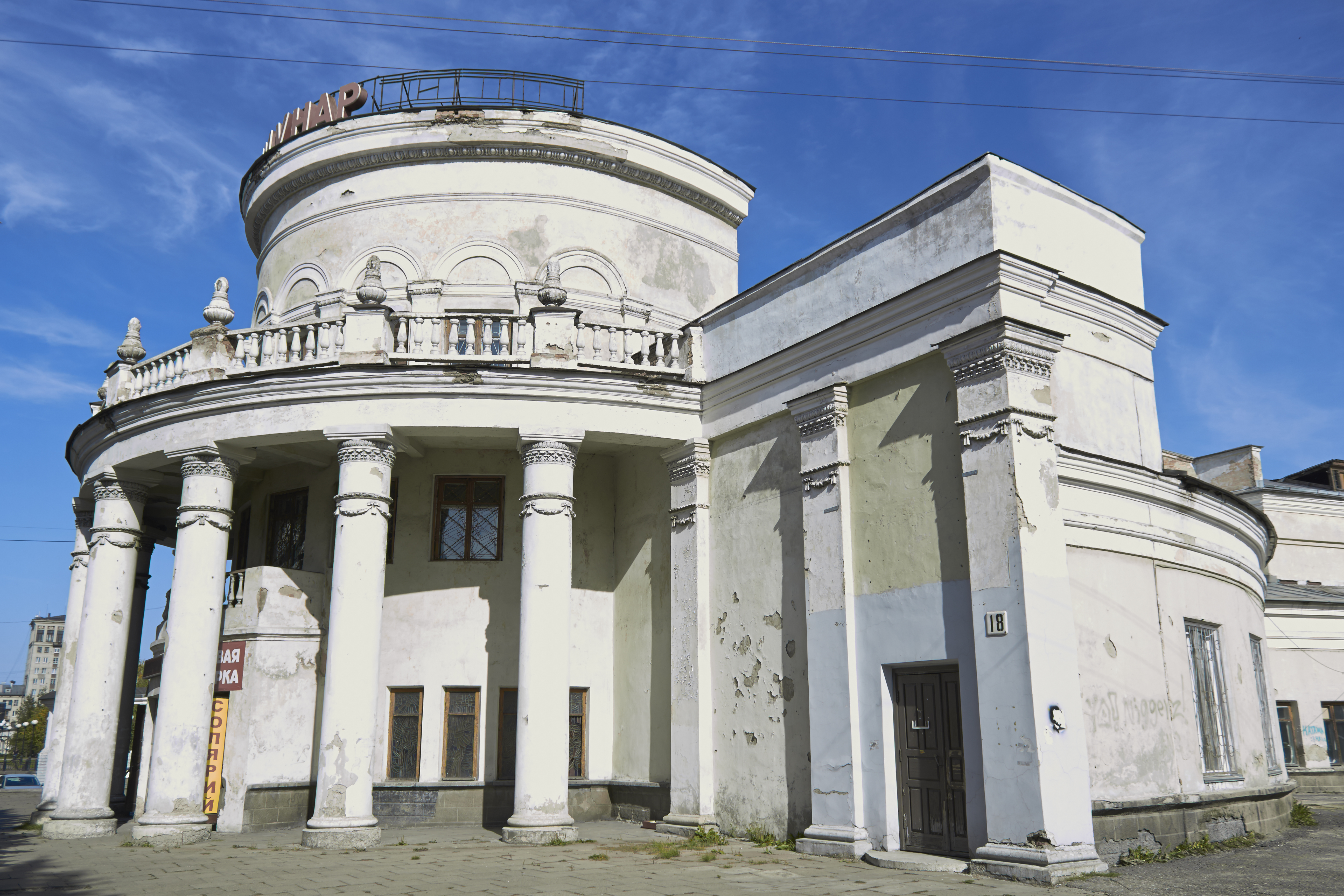
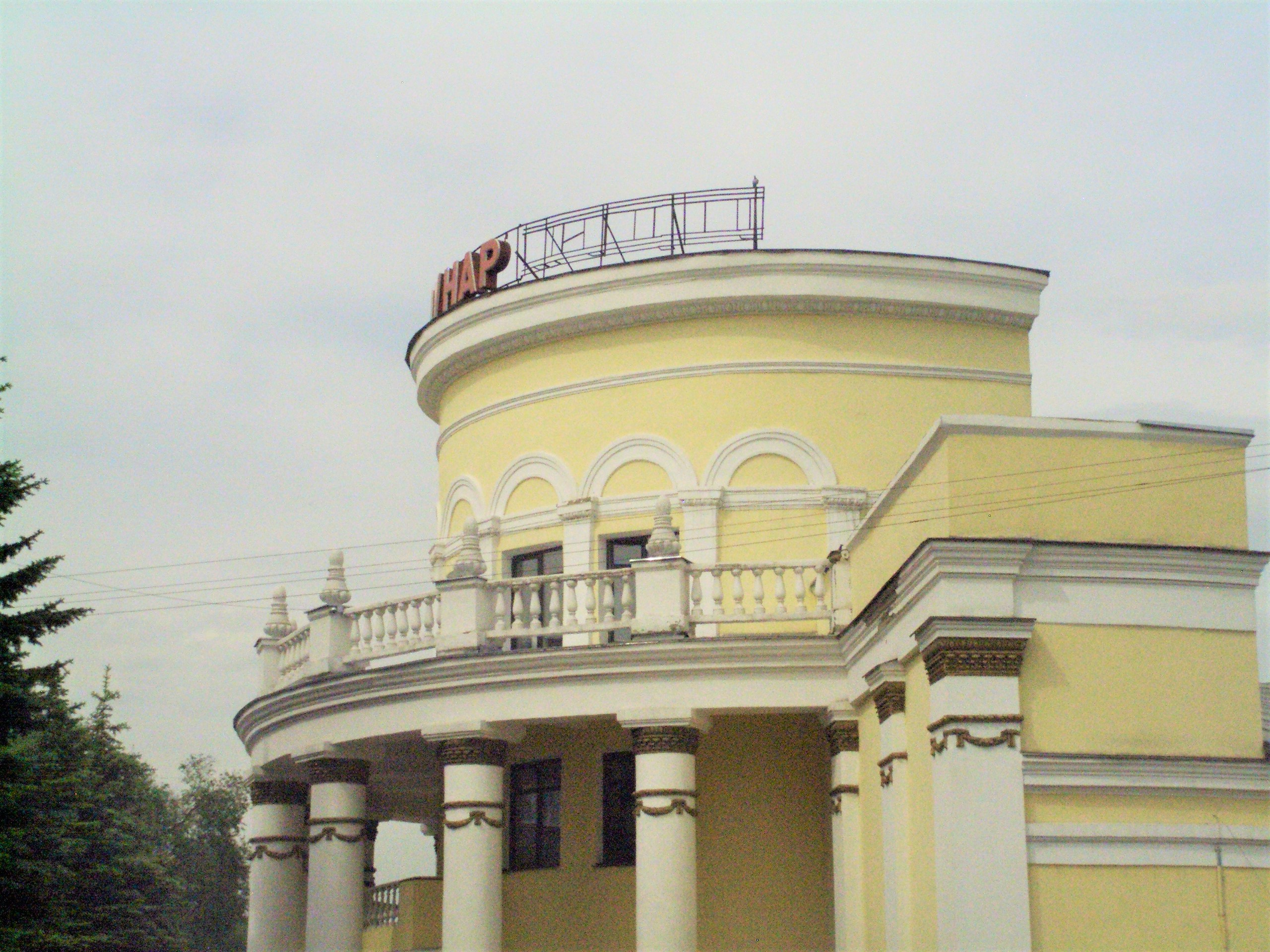